# You Let Me Walk Alone
«You Let Me Walk Alone» (укр. Ти лишив мене самого на цьому шляху) — балада, авторами якої є Міхаель Шульте, Томас Стенгаард, Нісс Інгверсен та Ніна Мюллер.

Назва балади являє собою «урізану» частина однієї з рядків приспіву; у вихідній рядку присутній уточнення «по цій дорозі», «по цьому шляху» (англ. this road):
Cause you let me walk this road alone